# João Pedro (włoski piłkarz)

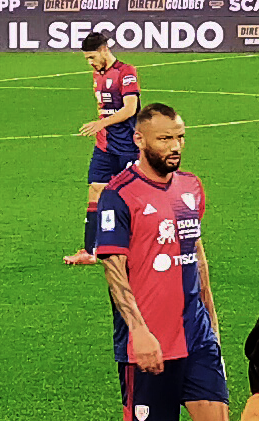
João Pedro (2022)

João Pedro Geraldino Geraldino dos Santos Galvão (ur. 9 marca 1992 w Ipatindze) – włoski piłkarz pochodzenia brazylijskiego występujący na pozycji pomocnika we włoskim klubie Cagliari Calcio. Wychowanek Atlético Mineiro, w swojej karierze grał także w takich zespołach jak US Palermo, Vitória SC, Peñarol, Desportivo Brasil, Santos FC, oraz Estoril. Były reprezentant Brazylii do lat 17, a od 2022 reprezentant Włoch.